# Synthèse des résultats des élections législatives danoises aux îles Féroé
Cet article recense les résultats des partis politiques des îles Féroé au Folketing. L'archipel envoie deux députés à l'assemblée danoise.

## Décennie 1990

### 1990
| Parti                    | Parti                            | Votes  | %     | +/- | Sièges | +/-           |  |
| ------------------------ | -------------------------------- | ------ | ----- | --- | ------ | ------------- |  |
|                          | Parti social-démocrate (C)       | 4 835  | 27,05 | 5,8 | 1      | 1             |  |
|                          | Parti du peuple (A)              | 4 582  | 25,63 | 0,9 | 1      | en stagnation |  |
|                          | Parti de l'union (B)             | 4 558  | 25,50 | 1,1 | 0      | 1             |  |
|                          | Parti républicain (E)            | 2 377  | 13,30 | 7,2 | 0      | en stagnation |  |
|                          | Parti de l’auto-gouvernement (D) | 1 240  | 6,94  | 3,0 | 0      | en stagnation |  |
|                          | Parti populaire chrétien (F)     | 285    | 1,59  | 2,3 | 0      | en stagnation |  |
|                          |                                  |        |       |     |        |               |  |
| Votes valides            | Votes valides                    | 17 877 | 99,56 |     |        |               |  |
| Votes blancs et nuls     | Votes blancs et nuls             | 79     | 0,44  |     |        |               |  |
| Total                    | Total                            | 17 956 | 100   | -   | 2      | en stagnation |  |
| Abstentions              | Abstentions                      | 15 060 | 45,61 |     |        |               |  |
| Inscrits / participation | Inscrits / participation         | 33 016 | 54,39 |     |        |               |  |

### 1994
| Parti                    | Parti                            | Votes  | %     | +/- | Sièges | +/-           |  |
| ------------------------ | -------------------------------- | ------ | ----- | --- | ------ | ------------- |  |
|                          | Parti de l'union (B)             | 4 304  | 22,45 | 3,1 | 1      | 1             |  |
|                          | Parti du peuple (A)              | 4 159  | 21,69 | 3,9 | 1      | en stagnation |  |
|                          | Parti social-démocrate (C)       | 3 729  | 19,45 | 7,6 | 0      | 1             |  |
|                          | Syndicats des travailleurs (I)   | 3 118  | 16,26 | Nv. | 0      | en stagnation |  |
|                          | Parti républicain (E)            | 1 798  | 9,38  | 3,9 | 0      | en stagnation |  |
|                          | Parti de l’auto-gouvernement (D) | 469    | 2,45  | 4,5 | 0      | en stagnation |  |
|                          | Parti populaire chrétien (F)     | 467    | 2,44  | 0,8 | 0      | en stagnation |  |
|                          | Indépendants                     | 1 131  | 5,90  | -   | 0      | -             |  |
|                          |                                  |        |       |     |        |               |  |
| Votes valides            | Votes valides                    | 19 175 | 99,47 |     |        |               |  |
| Votes blancs et nuls     | Votes blancs et nuls             | 103    | 0,53  |     |        |               |  |
| Total                    | Total                            | 19 278 | 100   | -   | 2      | en stagnation |  |
| Abstentions              | Abstentions                      | 11 671 | 37,71 |     |        |               |  |
| Inscrits / participation | Inscrits / participation         | 30 949 | 62,29 |     |        |               |  |

### 1998
| Parti                    | Parti                            | Votes  | %     | +/-  | Sièges | +/-           |  |
| ------------------------ | -------------------------------- | ------ | ----- | ---- | ------ | ------------- |  |
|                          | Parti du peuple (A)              | 5 569  | 26,91 | 5,2  | 1      | en stagnation |  |
|                          | Parti social-démocrate (C)       | 4 689  | 22,66 | 3,3  | 1      | 1             |  |
|                          | Parti de l'union (B)             | 4 510  | 21,79 | 0,6  | 0      | 1             |  |
|                          | Parti républicain (E)            | 4 325  | 20,90 | 11,5 | 0      | en stagnation |  |
|                          | Parti de l’auto-gouvernement (D) | 1 603  | 7,75  | 5,3  | 0      | en stagnation |  |
|                          |                                  |        |       |      |        |               |  |
| Votes valides            | Votes valides                    | 20 696 | 99,30 |      |        |               |  |
| Votes blancs et nuls     | Votes blancs et nuls             | 146    | 0,70  |      |        |               |  |
| Total                    | Total                            | 20 842 | 100   | -    | 2      | en stagnation |  |
| Abstentions              | Abstentions                      | 10 667 | 33,85 |      |        |               |  |
| Inscrits / participation | Inscrits / participation         | 31 509 | 66,15 |      |        |               |  |

## Décennie 2000

### 2001
| Parti                    | Parti                            | Votes  | %     | +/- | Sièges | +/-           |  |
| ------------------------ | -------------------------------- | ------ | ----- | --- | ------ | ------------- |  |
|                          | Parti de l'union (B)             | 7 208  | 27,31 | 5,5 | 1      | 1             |  |
|                          | Parti républicain (E)            | 6 578  | 24,92 | 4,0 | 1      | 1             |  |
|                          | Parti social-démocrate (C)       | 6 187  | 23,44 | 0,7 | 0      | 1             |  |
|                          | Parti du peuple (A)              | 5 417  | 20,52 | 6,4 | 0      | 1             |  |
|                          | Parti du Centre (H)              | 569    | 2,16  | Nv. | 0      | en stagnation |  |
|                          | Parti de l’auto-gouvernement (D) | 434    | 1,64  | 6,2 | 0      | en stagnation |  |
|                          |                                  |        |       |     |        |               |  |
| Votes valides            | Votes valides                    | 26 393 | 99,60 |     |        |               |  |
| Votes blancs et nuls     | Votes blancs et nuls             | 105    | 0,40  |     |        |               |  |
| Total                    | Total                            | 26 498 | 100   | -   | 2      | en stagnation |  |
| Abstentions              | Abstentions                      | 6 608  | 19,96 |     |        |               |  |
| Inscrits / participation | Inscrits / participation         | 33 106 | 80,04 |     |        |               |  |

### 2005
| Parti                    | Parti                            | Votes  | %     | +/- | Sièges | +/-           |  |
| ------------------------ | -------------------------------- | ------ | ----- | --- | ------ | ------------- |  |
|                          | Parti républicain (E)            | 6 301  | 25,33 | 0,4 | 1      | en stagnation |  |
|                          | Parti du peuple (A)              | 5 997  | 24,11 | 3,6 | 1      | 1             |  |
|                          | Parti social-démocrate (C)       | 5 518  | 22,19 | 1,2 | 0      | en stagnation |  |
|                          | Parti de l'union (B)             | 5 333  | 21,44 | 5,9 | 0      | 1             |  |
|                          | Parti du Centre (H)              | 829    | 3,33  | 1,1 | 0      | en stagnation |  |
|                          | Parti de l’auto-gouvernement (D) | 585    | 2,35  | 0,8 | 0      | en stagnation |  |
|                          | Indépendants                     | 309    | 1,24  | -   | 0      | -             |  |
|                          |                                  |        |       |     |        |               |  |
| Votes valides            | Votes valides                    | 24 872 | 99,62 |     |        |               |  |
| Votes blancs et nuls     | Votes blancs et nuls             | 94     | 0,38  |     |        |               |  |
| Total                    | Total                            | 24 966 | 100   | -   | 2      | en stagnation |  |
| Abstentions              | Abstentions                      | 9 200  | 26,93 |     |        |               |  |
| Inscrits / participation | Inscrits / participation         | 34 166 | 73,07 |     |        |               |  |

### 2007
| Parti                    | Parti                            | Votes  | %     | +/- | Sièges | +/-           |  |
| ------------------------ | -------------------------------- | ------ | ----- | --- | ------ | ------------- |  |
|                          | République (E)                   | 5 849  | 25,36 | 0,1 | 1      | en stagnation |  |
|                          | Parti de l'union (B)             | 5 414  | 23,47 | 2,1 | 1      | 1             |  |
|                          | Parti du peuple (A)              | 4 728  | 20,50 | 3,6 | 0      | 1             |  |
|                          | Parti social-démocrate (C)       | 4 702  | 20,39 | 1,8 | 0      | en stagnation |  |
|                          | Parti du Centre (H)              | 1 573  | 6,82  | 3,5 | 0      | en stagnation |  |
|                          | Parti de l’auto-gouvernement (D) | 799    | 3,46  | 1,1 | 0      | en stagnation |  |
|                          |                                  |        |       |     |        |               |  |
| Votes valides            | Votes valides                    | 23 065 | 99,36 |     |        |               |  |
| Votes blancs et nuls     | Votes blancs et nuls             | 149    | 0,64  |     |        |               |  |
| Total                    | Total                            | 23 214 | 100   | -   | 2      | en stagnation |  |
| Abstentions              | Abstentions                      | 11 315 | 32,77 |     |        |               |  |
| Inscrits / participation | Inscrits / participation         | 34 529 | 67,23 |     |        |               |  |

## Décennie 2010

### 2011
| Parti                    | Parti                            | Votes  | %     | +/- | Sièges | +/-           |  |
| ------------------------ | -------------------------------- | ------ | ----- | --- | ------ | ------------- |  |
|                          | Parti de l'union (B)             | 6 361  | 31,27 | 5,3 | 1      | en stagnation |  |
|                          | Parti social-démocrate (C)       | 4 328  | 21,28 | 0,6 | 1      | 1             |  |
|                          | République (E)                   | 3 998  | 19,65 | 6,0 | 0      | 1             |  |
|                          | Parti du peuple (A)              | 3 932  | 19,33 | 1,5 | 0      | en stagnation |  |
|                          | Parti du Centre (H)              | 872    | 4,29  | 2,6 | 0      | en stagnation |  |
|                          | Parti de l’auto-gouvernement (D) | 481    | 2,36  | 1,2 | 0      | en stagnation |  |
|                          | Indépendants                     | 672    | 3,30  | -   | 0      | -             |  |
|                          |                                  |        |       |     |        |               |  |
| Votes valides            | Votes valides                    | 20 343 | 98,54 |     |        |               |  |
| Votes blancs et nuls     | Votes blancs et nuls             | 301    | 1,46  |     |        |               |  |
| Total                    | Total                            | 20 644 | 100   | -   | 2      | en stagnation |  |
| Abstentions              | Abstentions                      | 14 400 | 41,09 |     |        |               |  |
| Inscrits / participation | Inscrits / participation         | 35 044 | 58,91 |     |        |               |  |

### 2015
| Parti                    | Parti                            | Votes  | %     | +/- | Sièges | +/-           |  |
| ------------------------ | -------------------------------- | ------ | ----- | --- | ------ | ------------- |  |
|                          | République (E)                   | 5 730  | 24,52 | 5,1 | 1      | 1             |  |
|                          | Parti social-démocrate (C)       | 5 666  | 24,25 | 3,3 | 1      | en stagnation |  |
|                          | Parti de l'union (B)             | 5 500  | 23,54 | 7,3 | 0      | 1             |  |
|                          | Parti du peuple (A)              | 4 368  | 18,69 | 0,3 | 0      | en stagnation |  |
|                          | Progrès (F)                      | 749    | 3,20  | Nv. | 0      | en stagnation |  |
|                          | Parti du Centre (H)              | 605    | 2,59  | 1,6 | 0      | en stagnation |  |
|                          | Parti de l’auto-gouvernement (D) | 403    | 1,72  | 0,6 | 0      | en stagnation |  |
|                          |                                  |        |       |     |        |               |  |
| Votes valides            | Votes valides                    | 23 366 | 99,11 |     |        |               |  |
| Votes blancs et nuls     | Votes blancs et nuls             | 210    | 0,89  |     |        |               |  |
| Total                    | Total                            | 23 576 | 100   | -   | 2      | en stagnation |  |
| Abstentions              | Abstentions                      | 12 038 | 34,40 |     |        |               |  |
| Inscrits / participation | Inscrits / participation         | 35 614 | 65,60 |     |        |               |  |

### 2019
| Parti                    | Parti                      | Votes  | %     | +/- | Sièges | +/-           |  |
| ------------------------ | -------------------------- | ------ | ----- | --- | ------ | ------------- |  |
|                          | Parti de l'union (B)       | 7 349  | 28,31 | 4,8 | 1      | 1             |  |
|                          | Parti social-démocrate (C) | 6 630  | 25,54 | 1,3 | 1      | en stagnation |  |
|                          | Parti du peuple (A)        | 6 181  | 23,81 | 5,1 | 0      | en stagnation |  |
|                          | République (E)             | 4 830  | 18,60 | 5,9 | 0      | 1             |  |
|                          | Progrès (F)                | 639    | 2,46  | 0,8 | 0      | en stagnation |  |
|                          | Autogouvernement (D)       | 333    | 1,28  | 0,4 | 0      | en stagnation |  |
|                          |                            |        |       |     |        |               |  |
| Votes valides            | Votes valides              | 25 962 | 99,07 |     |        |               |  |
| Votes blancs et nuls     | Votes blancs et nuls       | 244    | 0,93  |     |        |               |  |
| Total                    | Total                      | 26 206 | 100   | -   | 2      | en stagnation |  |
| Abstentions              | Abstentions                | 11 053 | 29,67 |     |        |               |  |
| Inscrits / participation | Inscrits / participation   | 37 259 | 70,33 |     |        |               |  |

## Décennie 2020

### 2022
| Parti                    | Parti                      | Votes  | %     | +/-  | Sièges | +/-           |  |
| ------------------------ | -------------------------- | ------ | ----- | ---- | ------ | ------------- |  |
|                          | Parti de l'union (B)       | 8 198  | 30,19 | 1,87 | 1      | en stagnation |  |
|                          | Parti social-démocrate (C) | 7 659  | 28,20 | 2,65 | 1      | en stagnation |  |
|                          | République (E)             | 4 927  | 18,14 | 0,46 | 0      | en stagnation |  |
|                          | Parti du peuple (A)        | 4 222  | 15,55 | 8,24 | 0      | en stagnation |  |
|                          | Parti du Centre (H)        | 1 217  | 4,48  | N/A  | 0      | en stagnation |  |
|                          | Progrès (F)                | 936    | 3,45  | 0,99 | 0      | en stagnation |  |
|                          |                            |        |       |      |        |               |  |
| Votes valides            | Votes valides              | 27 159 | 99,20 |      |        |               |  |
| Votes blancs             | Votes blancs               | 146    | 0,53  |      |        |               |  |
| Votes nuls               | Votes nuls                 | 73     | 0,27  |      |        |               |  |
| Total                    | Total                      | 27 378 | 100   | –    | 2      | en stagnation |  |
| Abstentions              | Abstentions                | 11 009 | 28,68 |      |        |               |  |
| Inscrits / participation | Inscrits / participation   | 38 387 | 71,32 |      |        |               |  |